# Батьків не вибирають
Батьків не вибирають (рос. Родителей не выбирают) — радянський художній фільм 1982 року, знятий на кіностудії «Ленфільм».

## Сюжет
Микола Бурлаков виховувався у бабусі в селі. Мати щоразу обіцяла забрати його з собою, але завжди обманювала. Перше кохання Маша навіть не обіцяла його чекати з армії і поїхала з найкращим другом на Північ. Відслуживши, Микола теж поїхав на Північ і став працювати на буровій вишці. Дізнавшись, що мати віддала свою дочку в дитячий будинок, Микола забрав сестричку і повернувся з нею в село. Після трагічної загибелі чоловіка в село повернулася і Маша з сином…

## У ролях
- Андрій Смоляков — Микола Бурлаков
- Владик Градов — Колька Бурлаков
- Петро Юрченков — Олексій
- Андрій Федоров — Льошка
- Марина Шиманська — Маша
- Ірина Колесникова — Маша в дитинстві
- Олена Майорова — Наталія, мама Колі
- Діана Градова — Аліса
- Юрій Кузьменков — Володимир, батько Льоші
- Олена Драпеко — Катя
- Зінаїда Адамович — бабуся
- Анатолій Рудаков — Мартинюк
- Микола Скоробогатов — підполковник
- Леонід Ніценко — епізод

## Знімальна група
- Режисер — Віктор Соколов
- Сценарист — Вадим Трунін
- Оператори — Вадим Грамматиков, Микола Покопцев
- Композитор — Євген Крилатов
- Художник — Олексій Федотов